# Conrad (Montana)
Conrad – miasto w Stanach Zjednoczonych, w stanie Montana, siedziba administracyjna hrabstwa Pondera.